# Die ehrenwerte Familie
Die ehrenwerte Familie (Originaltitel: L'onorato famiglia, uccidere è cosa nostra) ist ein italienischer Kriminalfilm aus dem Jahr 1973. Tonino Ricci führte Regie bei dem als durchschnittlich bewerteten Film, der im deutschsprachigen Raum im Mai 1988 bei einem Privatsender erstmals gezeigt wurde.

## Handlung
Die beiden Mafiagrößen Antonio Marchesi und Peppino Scalise beharken sich in Palermo auf dem Gebiet der Bauspekulation; Scalise geht als Sieger hervor: Er lässt den Rivalen töten. Bei dem von den beiden Gangstern Johnny De Salvo und Turi Nannisco begangenen Mord wird auch Marchesis vor einiger Zeit bestimmter Nachfolger, Federici, umgebracht. Den Fall untersucht Kommissar La Manna, der Federicis Witwe zu einer Aussage gegen Scalise zu bringen versucht. Nach einem weiteren Mord werden einige Mafiosi auch angeklagt, jedoch freigesprochen. Nicht gewillt, sich geschlagen zu geben, kommt La Manna in Kontakt mit einem rachewilligen ehemaligen Mitarbeiter Scalises, der für eine neue Identität zu einer Aussage bereit ist. Auch er stirbt, bevor er sein Versprechen wahr machen kann. Einem Attentat von Johnny und Turi entronnen, bei dem die beiden den Tod finden, entdeckt La Manna beweiskräftige Dokumente im Safe Marchesis, mit Hilfe derer er Scalise verhaften lassen kann. Als Scalise in einem Polizeiwagen transportiert wird, erschießt ihn ein unbekannter Killer der Mafia. Die ehrenwerte Gesellschaft bleibt intakt.

## Kritik
Der Film, eine laut Genrekenner Karsten Thurau „Mischung aus typischem Mafia-Film und Poliziesco“ wurde positiv besprochen wie im Lexikon des internationalen Films: „Film aus der Blütezeit des sozialkritischen Anti-Mafia-Films, der das Klima extremer Gewalttätigkeit spiegelt und die Verflechtung von organisiertem Verbrechen und scheinbar seriösen Geschäften anprangert, durch die die Mafia in die Position einer allumfassenden Kontrolle gerät.“ Thurau lobt beklemmende Szenen und überraschende Regieeinfälle, bemängelt aber viele oberflächliche Klischees. Die italienischen Kollegen waren kritischer. So seien „Orte, Personen und Ereignisse so beliebig dargestellt, dass es der entsprechenden Schrifttafel am Ende des Filmes, alles sei bei Ähnlichkeiten nur zufällig“, gar nicht bedürfe. Der dezente Aufbau der Handlung und der Western-ähnliche Ablauf vernachlässige soziale Aspekte und überbetone die Fiktionalität, womit ein so komplexes Phänomen wie die Mafia einfach nicht zu beschreiben sei, lautete der Kritikpunkt des Il Messaggero

## Bemerkungen
Der Soundtrack erschien als LP mit dreizehn Titeln bei Gemelli GG.ST. 10.022.